# Sea, Sex and Sun
Cet article possède un paronyme, voir Sea, No Sex and Sun.
Singles de Serge Gainsbourg
My Lady Héroïne
(1977) Des laids, des laids / Aux armes et cætera
(1979)
Sea, Sex and Sun est une chanson de Serge Gainsbourg sortie uniquement en single, avec Mister Iceberg en face B, en juin 1978.

## Genèse

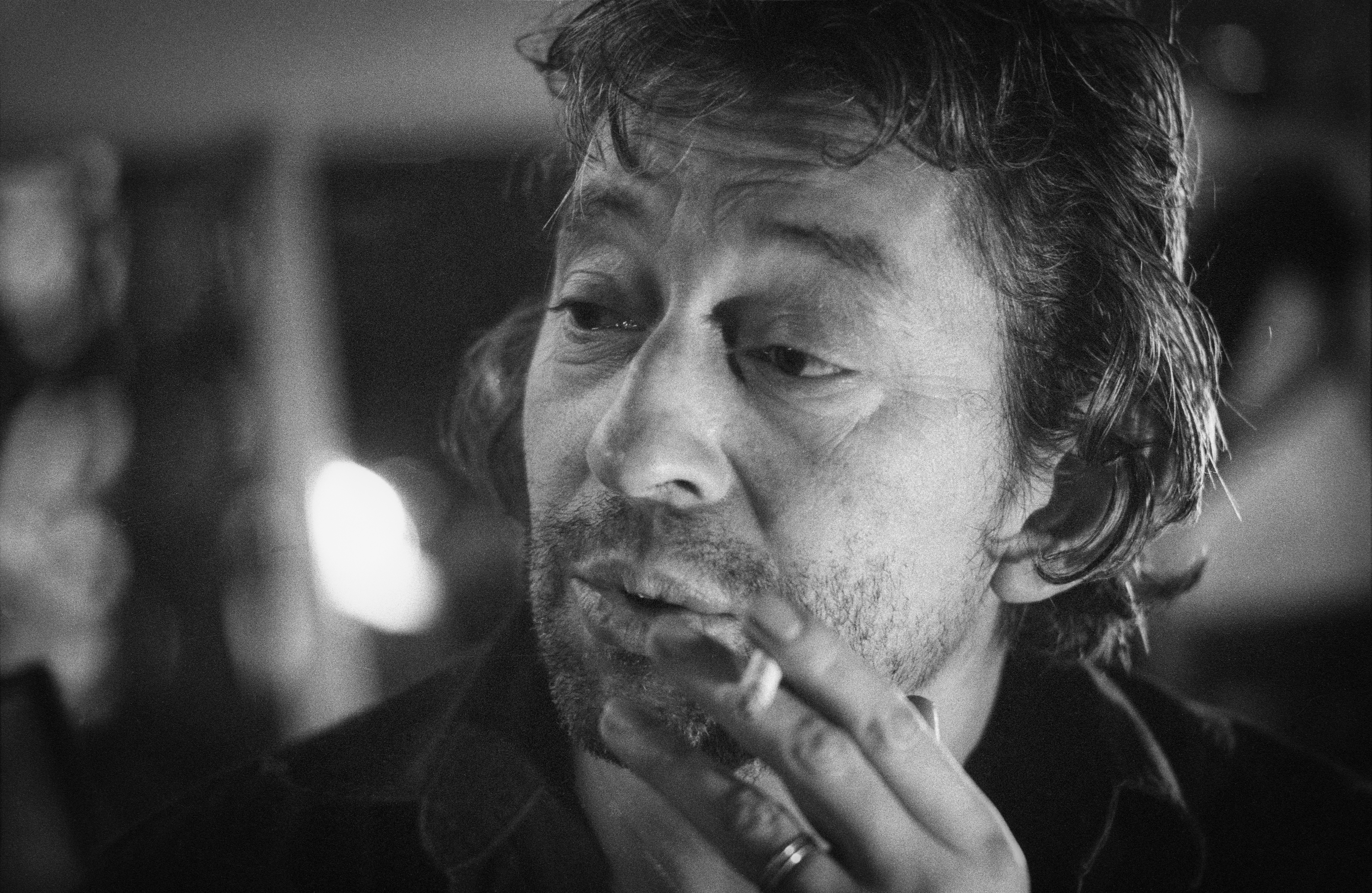
Serge Gainsbourg en 1981.

En 1978, Serge Gainsbourg, qui vient d'avoir cinquante ans, peine à connaître le succès en tant que chanteur, malgré le triomphe international de Je t'aime… moi non plus, qu'il a interprété en duo avec Jane Birkin neuf ans auparavant, ne parvenant qu'à être reconnu comme auteur-compositeur pour des chanteuses telles que France Gall, Brigitte Bardot et Birkin,. En effet, ses albums « ambitieux », Histoire de Melody Nelson et L'Homme à tête de chou, sont des échecs commerciaux à leur sortie, en 1971 et 1976.
À cette période, Jane Birkin, sa compagne depuis dix ans, connaît le succès en tant qu'actrice au cinéma et en tant que chanteuse. Gainsbourg vit mal la notoriété grandissante de la jeune femme, alors que lui a du mal à se faire un nom en tant que chanteur en raison d'un rejet du public et de la censure des médias. Il explique aux médias que « mac d'accord, mais gigolo, j'ai passé l'âge », acceptant le succès de Birkin à condition que le sien arrive, mais dit qu'il n'hésiterait pas à dire, devant elle, dans une interview qu'il la « lâche ».
Alors qu'il allait enregistrer une autre chanson, Gainsbourg écrit Sea, Sex and Sun sur un coin de table en dix minutes, un rythme entraînant et une mélodie que l'on retient facilement, mais qui ne fait pas l'unanimité auprès de son entourage,. Cela n'empêche pas l'artiste de l'enregistrer, la peur au ventre, pendant deux jours à partir du 22 mai 1978 dans un studio de Londres.

## Fiche technique

### Les musiciens
- Serge Gainsbourg — chant
- Brian Odgers — basse[N 1]
- Dougie Wright — batterie[N 1]
- Alan Parker — guitare[N 1]
- Jim Lawless — percussion[N 1]

### Réalisation
- Philippe Lerichomme — production
- Alan Hawkshaw — arrangement, direction artistique

## Liste des titres
| Single 45 tours Philips 6172 147 (France), 1. Sea Sex and Sun (3:38) 2. Mister Iceberg (3:32) Single 45 tours Philips 6172 187 (France), 1. Sea Sex and Sun (3:38) 2. Mister Iceberg (3:32) | Single maxi 45 tours Philips 9199 777 (France) 1. Sea Sex and Sun (4:17) 2. Mister Iceberg (3:32) Single maxi 45 tours Philips 9199 914 (France) 1. Sea Sex and Sun (4:17) 2. Mister Iceberg (3:32) | Single 45 tours Philips 6042 412 (Royaume-Uni) 1. Sea Sex and Sun (3:35) 2. Mister Iceberg (3:32) Single 45 tours Philips 6042 412 (Italie) 1. Sea Sex and Sun (3:38) 2. Mister Iceberg (3:32) |

## Sortie et accueil
| Classement (1978) | Meilleure place |
| ----------------- | --------------- |
| France (IFOP)     | 16              |

Sea, Sex and Sun sort en single le 10 juin 1978 en 45 tours et maxi 45 tours. Serge Gainsbourg présente le titre à la télévision afin d'en faire toute la promotion qu'il peut autour de ce titre. Le single rencontre un succès avec plus de 150 000 exemplaires vendus.
À part Je t'aime, moi non plus, Gainsbourg n'avait connu qu'un seul succès commercial en solo avec L'Eau à la bouche (100 000 exemplaires vendus du single) et un succès relativement modeste avec L'Ami Caouette en 1975 (80 000 exemplaires vendus en single), qui est malgré tout un tube de l'été. Jacky Jakubowicz, à l'époque attaché de presse de Gainsbourg, dira qu'« enfin, pour la première fois, les gens achètent une chanson de Gainsbourg, chantée par Gainsbourg ».
Toutefois, Gainsbourg dit à Libération qu'il a fait « un truc disco pour faire du blé mais ce succès-là [l'a] déprimé », ajoutant que peut-être parce que ça ne l'étonnait pas, car « c'était trop fait pour ». Le succès de la chanson se confirme lorsque le producteur du film Les Bronzés suggère au réalisateur Patrice Leconte, qui cherche une musique de générique, d'utiliser Sea, Sex and Sun. Bien que, selon Jakubowicz, cela ne soit pas son univers et son humour, Gainsbourg, amusé, l'a laissé faire. Mais peu sûr de lui, Gainsbourg se rend discrètement à la première du film à l'automne 1978. Leconte se souvient que le chanteur a « regardé le générique avec sa chanson », ajoutant qu'« il a regardé un peu le début du film, puis il devait avoir quelque chose à faire, il est parti ». Ce premier succès personnel de Gainsbourg se confirmera l'année suivante avec l'album Aux armes et cætera, qui lui permet de remonter sur scène après quinze ans d'absence, sous l'effervescence de la foule.
Le 45 tours Sea, Sex and Sun est, selon Top France, classé 16e au hit parade français, du 7 au 27 octobre 1978. Il se classe également 4e du hit-parade RTL.
La chanson parait en album seulement en 2002, puis en 2015 dans le coffret Le Cinéma de Serge Gainsbourg.